# Stevenson Glacier
Stevenson Glacier är en glaciär i Antarktis. Den ligger i Östantarktis. Australien gör anspråk på området. Stevenson Glacier ligger 17 meter över havet.
Terrängen runt Stevenson Glacier är platt åt nordväst, men åt sydost är den kuperad. Trakten är obefolkad. Det finns inga samhällen i närheten.